# Флаги Архангельской области
Список флагов муниципальных образований Архангельской области Российской Федерации.
На 1 января 2021 года в Архангельской области насчитывалось 192 муниципальных образования — 7 городских округов, 2 муниципальных округа, 17 муниципальных районов, 19 городских и 147 сельских поселений.

## Флаги городских округов
| Флаг       | Наименование                                        | Дата утверждения | Номер в ГГР |
| ---------- | --------------------------------------------------- | ---------------- | ----------- |
| нет данных | Флаг муниципального образования «Город Архангельск» |                  |             |
|            | Флаг муниципального образования «Город Коряжма»     | 30 июня 2009     | 5705        |
|            | Флаг муниципального образования «Котлас»            | 17 февраля 2011  |             |
|            | Флаг муниципального образования «Мирный»            | 27 апреля 2005   | 1951        |

| Флаг | Наименование                                                  | Дата утверждения | Номер в ГГР |
| ---- | ------------------------------------------------------------- | ---------------- | ----------- |
|      | Флаг муниципального образования городской округ «Новая Земля» | 18 декабря 2002  | 987         |
|      | Флаг муниципального образования «Город Новодвинск»            | 22 февраля 2007  | 3440        |
|      | Флаг городского округа «Северодвинск»                         | 23 апреля 2020   | 13112       |

## Флаги муниципальных округов
| Флаг | Наименование                            | Дата утверждения | Номер в ГГР |
| ---- | --------------------------------------- | ---------------- | ----------- |
|      | Флаг Вилегодского муниципального округа | 4 февраля 2000   | 704         |

## Флаги муниципальных районов
| Флаг | Наименование                               | Дата утверждения | Номер в ГГР |
| ---- | ------------------------------------------ | ---------------- | ----------- |
|      | Флаг Вельского муниципального района       | 14 декабря 2005  | 2101        |
|      | Флаг Верхнетоемского муниципального района | 7 сентября 2018  | 11979       |
|      | Флаг Виноградовского муниципального района | 26 октября 2022  | 14109       |
|      | Флаг Каргопольского муниципального района  | 23 мая 2023      | 14352       |
|      | Флаг Коношского муниципального района      | 21 мая 2014      | 9462        |
|      | Флаг Красноборского муниципального района  | 18 мая 2011      | 8327        |
|      | Флаг Ленского муниципального района        | 6 мая 2011       | 6923        |
|      | Флаг Лешуконского муниципального района    | 10 марта 2011    | 6960        |
|      | Флаг Мезенского муниципального района      | 27 декабря 2012  |             |
|      | Флаг Няндомского муниципального района     | 29 октября 2015  | 10615       |

| Флаг | Наименование                             | Дата утверждения           | Номер в ГГР |
| ---- | ---------------------------------------- | -------------------------- | ----------- |
|      | Флаг Онежского муниципального района     | 18 февраля 2010            | 5998        |
|      | Флаг Пинежского муниципального района    | 9 декабря 2010             | 6715        |
|      | Флаг Плесецкого муниципального района    | 4 июня 2008                | 5569        |
|      | Флаг Приморского муниципального района   | 28 мая 2004 26 апреля 2007 | 1463        |
|      | Флаг Устьянского муниципального района   | 28 апреля 1999             | 462         |
|      | Флаг Котласского муниципального района   | 1 декабря 2023             | 14854       |
|      | Флаг Холмогорского муниципального района | 16 декабря 2010            | 6785        |
|      | Флаг Шенкурского муниципального района   | 30 октября 2015            | 10616       |

## Флаги городских поселений
| Флаг | Наименование                                                        | Дата утверждения | Номер в ГГР |
| ---- | ------------------------------------------------------------------- | ---------------- | ----------- |
|      | Флаг Урдомского городского поселения Ленского муниципального района | 22 сентября 2020 | 13437       |

## Флаги сельских поселений
| Флаг | Наименование                                                                     | Дата утверждения | Номер в ГГР |
| ---- | -------------------------------------------------------------------------------- | ---------------- | ----------- |
|      | Флаг муниципального образования «Заостровское» Приморского муниципального района | 22 июля 2010     | 6804        |
|      | Флаг муниципального образования «Муравьёвское» Вельского муниципального района   | 23 ноября 2010   | 6713        |

| Флаг | Наименование                                                                   | Дата утверждения | Номер в ГГР |
| ---- | ------------------------------------------------------------------------------ | ---------------- | ----------- |
|      | Флаг муниципального образования «Талажское» Приморского муниципального района  | 21 февраля 2019  | 12204       |
|      | Флаг муниципальное образование «Усть-Вельское» Вельского муниципального района | 23 мая 2019      | 12401       |

## Флаги упразднённых МО
| Флаг | Наименование                                                                     | Дата утверждения | Утратил силу | Номер в ГГР | Примечание |
| ---- | -------------------------------------------------------------------------------- | ---------------- | ------------ | ----------- | --- |
|      | Флаг муниципального образования «Вознесенское» Приморского муниципального района | 27 февраля 2015  | 1 июня 2015  | 10222       | Законом Архангельской области от 28 мая 2015 года № 289-17-ОЗ, были преобразованы, путём их объединения, муниципальные образования «Вознесенское», «Пустошинское» и «Ластольское» в сельское поселение «Островное» с административным центром в селе Вознесенье. |

## Упразднённые флаги
| Флаг | Наименование                                                                     | Дата утверждения | Дата отмены     |
| ---- | -------------------------------------------------------------------------------- | ---------------- | --------------- |
|      | Флаг муниципального образования «Мирный»                                         | 10 декабря 2003  | 27 апреля 2005  |
|      | Флаг Мезенского муниципального района                                            | 16 июня 2011     | 27 декабря 2012 |
|      | Флаг муниципального образования «Заостровское» Приморского муниципального района | 26 февраля 2010  | 22 июля 2010    |